# Мацукато (Венеција)
Мацукато је насеље у Италији у округу Венеција, региону Венето.
Према процени из 2011. у насељу је живело 207 становника. Насеље се налази на надморској висини од -1 м.